# Serra de Can Riquer
La Serra de Can Riquer és una serra situada al municipi de Rubí a la comarca del Vallès Occidental, amb una elevació màxima de 231,6 metres.